# Дьомін Мефодій Михайлович
Мефодій Михайлович Дьомін (24 травня 1903 — 3 березня 1988) — архітектор, містобудівник, в радянський час займався реставрацією пам'яток архітектури (у тому числі культових). У 1944 році був заступником головного архітектора міста Києва.

## Біографія
Народився у 1903 році в родині статського радника і юриста Михайла Михайловича Дьоміна (?−1924) і Ніни Олексіївни Дьоміної. Був одним з чотирьох дітей у сім'ї (сестра Марія, брат Тихон). До революції Мефодій Михайлович керував церковним хором.
У 1920 роках переїхав з Уралу до Києва. У 1931 році закінчив Київський інженерно-будівельний інститут за спеціальністю містобудівник. Навчався у професорів П. Ф. Альошина, О. М. Вербицького, В. М. Рикова, М. П. Сакуліна. Будував верф на Волзі. Брав участь у Німецько-радянській війні.
У 1944 році був заступником головного архітектора міста Києва. Брав участь у повоєнній реконструкції Хрещатика. З 1945 року за порадою начальника відділу пам'яток Л. І. Граужиса був призначений Управлінням у справах архітектури при Раді Міністрів УРСР призначений архітектором-хранителем Володимирського собору. 
З 1946 року — керівник п'ятого майстерні «Київпроекту». Одночасно, з 1944 по 1949 рік на запрошення професора П. Хаустова викладав у Київському інженерно-будівельному інституті. Читав курси «Планування та побудова міст» і «Благоустрій міських територій».
Надалі він активно працював з реконструкції та реставрації пам'яток архітектури.
Мефодій Михайлович став родоначальником династії архітекторів у родині Дьоміних. Свої професійні захоплення зумів передати синові, Миколі, а згодом онуку, Володимиру, і правнуку, Станіславу, які  професію архітектора зробили головним змістом свого життя і продовжують справу  славетного пращура.
Мефодій Дьомін похований на Байковому цвинтарі у Києві.

## Вибрані проекти реставрації
- Києво-Печерська лавра
- Андріївська церква
- Володимирський собор
- Оновлення лазень Миколаївської церкви Покровського монастиря
- Троїцька церква

## Архітектурні проекти
- Площа перед Володимирським собором

## Родина
- Син — Микола Мефодійович Дьомін  — архітектор, доктор архітектури, професор, Народний архітектор України.